# Anthony James
Anthony James, született James Anthony (Myrtle Beach, Dél-Karolina, 1942. július 22. – Cambridge, Massachusetts, 2020. május 26.) amerikai színész.

## Fontosabb filmjei
- Forró éjszakában (In the Heat of the Night) (1967)
- P.J. (1968)
- Gyilkosság receptre (Prescription: Murder) (1968, tv-film)
- Sam Whiskey (1969)
- Tick, Tick, Tick (1970)
- Száguldás a semmibe (Vanishing Point) (1971)
- Tűzkeresztség (The Culpepper Cattle Co.) (1972)
- Fennsíkok csavargója (High Plains Drifter) (1973)
- San Francisco utcáin (The Streets of San Francisco) (1974, tv-sorozat, egy epizódban)
- The Teacher (1974)
- Fennsíkok csavargója (High Plains Drifter) (1973)
- Gazdag ember, szegény ember (Rich Man, Poor Man) (1976, tv-film)
- Rémálmok háza (Burnt Offerings) (1976)
- Győzelem Entebbénél (Victory at Entebbe) (1976)
- Starsky és Hutch (Starsky & Hutch) (1977, tv-sorozat, egy epizódban)
- Visszatérés a Boszorkány-hegyről (Return from Witch Mountain) (1978)
- Texas Detour (1978)
- The Fifth Floor (1978)
- Ravagers (1979)
- Soggy Bottom, U.S.A. (1981)
- Fűnyíró és Halloween, avagy tudom kit vágtál tavaly lábon (Wacko) (1982)
- Kék villám (Blue Thunder)] (1983)
- Rémálmok (Nightmares) (1983)
- Knight Rider (1984, tv-sorozat, egy epizódban)
- World Gone Wild (1987)
- Mortuary Academy (1988)
- Csupasz pisztoly 2 és 1/2 (The Naked Gun 2½: The Smell of Fear) (1991)
- Nincs bocsánat (Unforgiven) (1992)